# هورنسی، ریدینگ شرقی یورکشر
latitudeهورنسی، ریدینگ شرقی یورکشرlongitudeهورنسی، ریدینگ شرقی یورکشر
هورنسی (به انگلیسی: Hornsea) یک شهرک در بریتانیا است که در انگلستان واقع شده‌است.

## خصوصیات
هورنسی ۸٬۴۳۲ نفر جمعیت دارد.